# Neonectria lucida
Neonectria lucida är en svampart som först beskrevs av Franz Xaver von Höhnel, och fick sitt nu gällande namn av Samuels & Brayford 2004. Neonectria lucida ingår i släktet Neonectria och familjen Nectriaceae.   Inga underarter finns listade i Catalogue of Life.